# Gran Premio de Fráncfort
El Gran Premio de Fráncfort (oficialmente: Eschborn-Frankfurt) es una carrera ciclista de un día alemana que se disputa en la ciudad de Fráncfort del Meno y sus alrededores, el feriado del día 1 de mayo.
Esta clásica fue creada en 1962 por el director de una marca de cerveza: Henninger. Por ello fue llamada oficialmente durante muchos años Rund um den Henninger-Turm. Fue incluida en el calendario del ciclismo de la Copa del Mundo de 1995. Desde la creación de los Circuitos Continentales UCI en 2005 forma parte del UCI Europe Tour, dentro de la categoría 1.HC (máxima categoría de estos circuitos). En 2008 fue llamada oficialmente Eschborn-Frankfurt City Loop pasando a partir del 2009 al nombre oficial actual. Desde el año 2017 forma parte del calendario ciclístico de máximo nivel mundial, el UCI WorldTour en la categoría 1.UWT. 
La salida y la meta están situadas en Darmstädter Landstraße cerca de Henninger Tower, un enorme silo propiedad de la cervecería Henninger. La ruta de la carrera recorre cotas de montaña sobre la cordillera del Taunus al oeste de la ciudad con un desnivel de casi 1500 metros. La carrera termina con 3 vueltas de 4,5 kilómetros por las calles de Fráncfort del Meno. 

## Gran Premio de Fráncfort femenino
Desde 1985 se disputó también el Gran Premio de Fráncfort femenino, con el mismo nombre oficial que su homónima masculina sin limitación de edad, de hecho se disputan el mismo día. 
Sus ediciones fueron muy aisladas siempre disputándose como amateur y sin corredoras de primer nivel.
Tuvo unos 50 km en su trazado, unos 150 km menos que su hómonima masculina sin limitación de edad aunque con similares características.

## Gran Premio de Fráncfort sub-23
Desde el 1998 se disputa también el Rund um den Finanzplatz Eschborn-Frankfurt (U23) que es un Gran Premio de Fráncfort limitado a corredores sub-23, de hecho se disputan el mismo día.
Sus primeras ediciones fueron amateur hasta que, tras no disputarse durante 3 años, en 2008 ascendió al profesionalismo en la categoría 1.2U (última categoría del profesionalismo limitada a corredores sub-23). Su nombre ha variado tomando el mismo nombre oficial que su homónima sin limitación de edad aunque con la indicación de la limitación de edad al final de dicho nombre.
Tiene entre 140 km y 170 km en su trazado, entre 30 y 60 km menos que su hómonima sin limitación de edad aunque con similares características.

## Palmarés

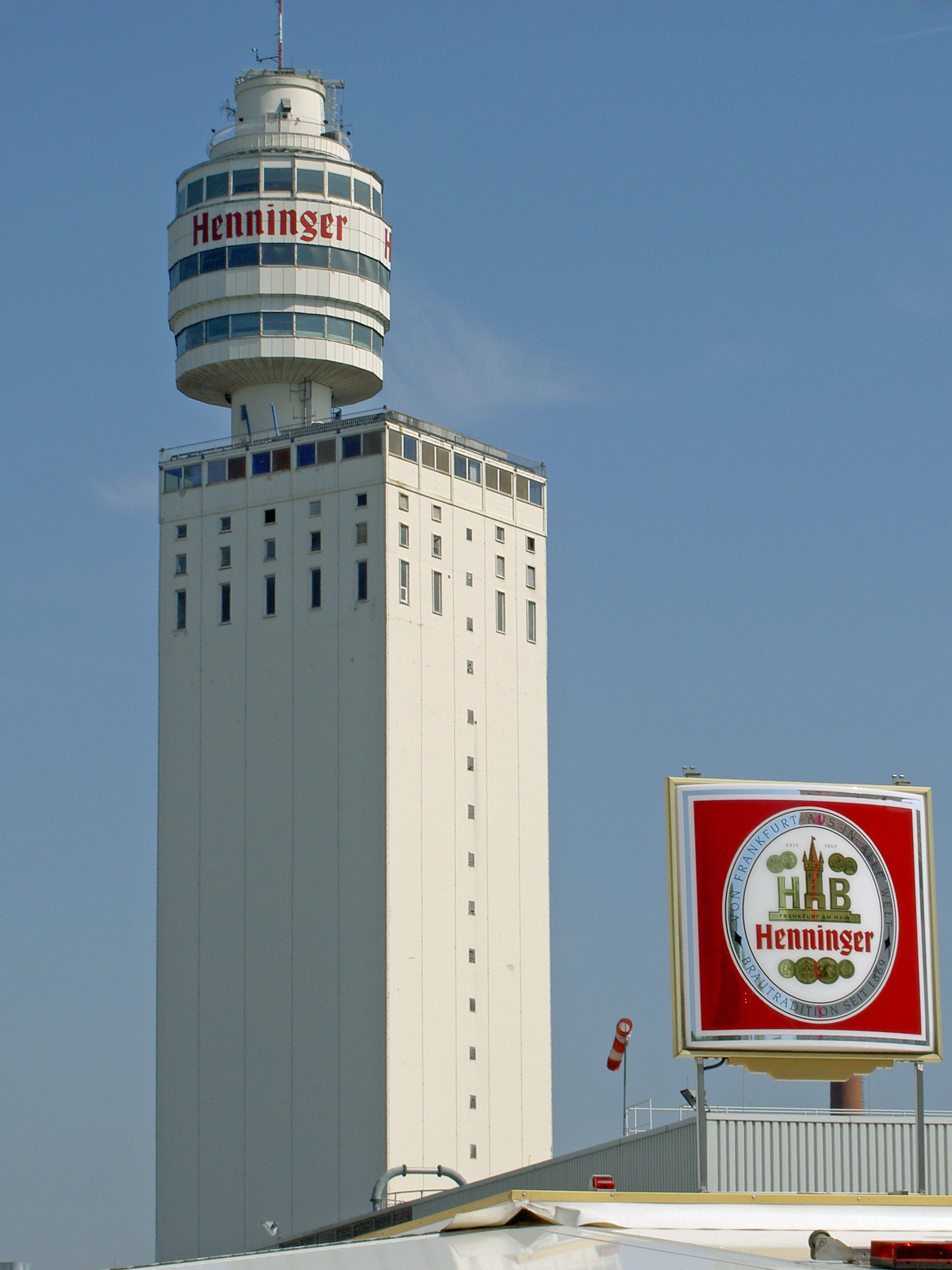
La Henninger Tower (Henninger-Turm) de Fráncfort del Meno.

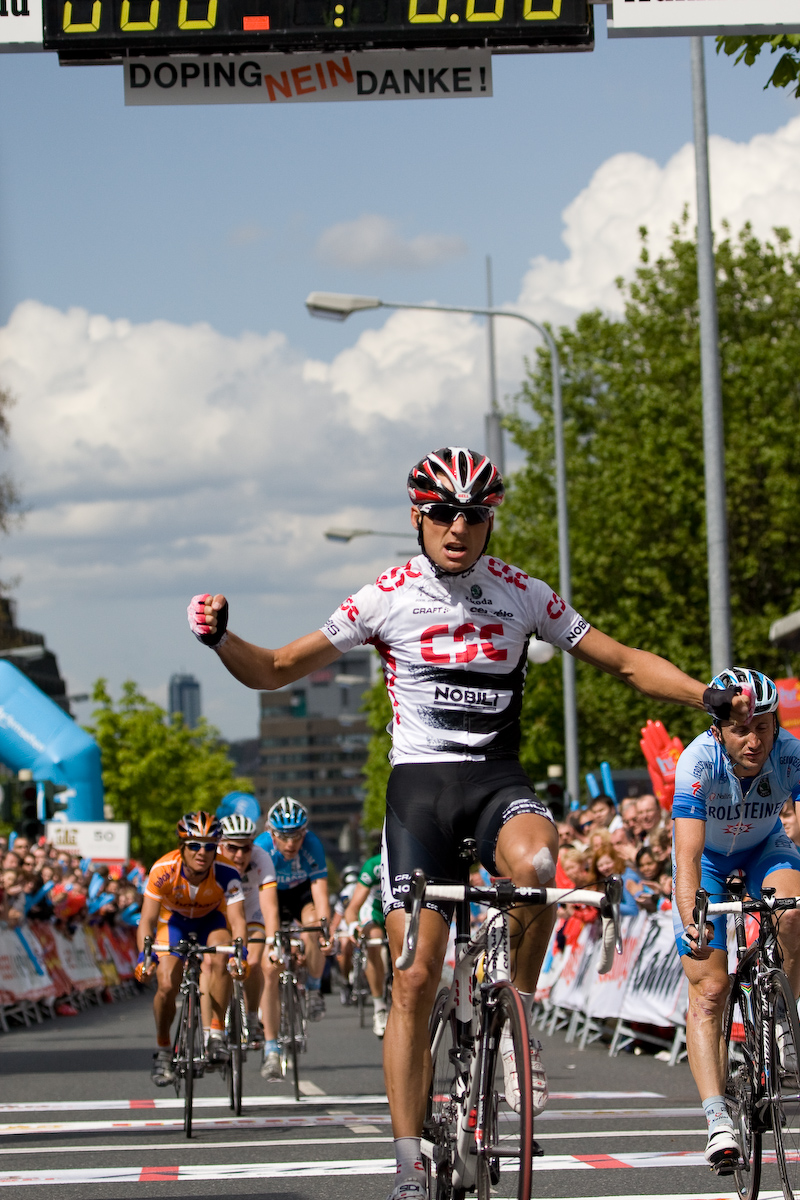
Karsten Kroon, ganando en el 2008.

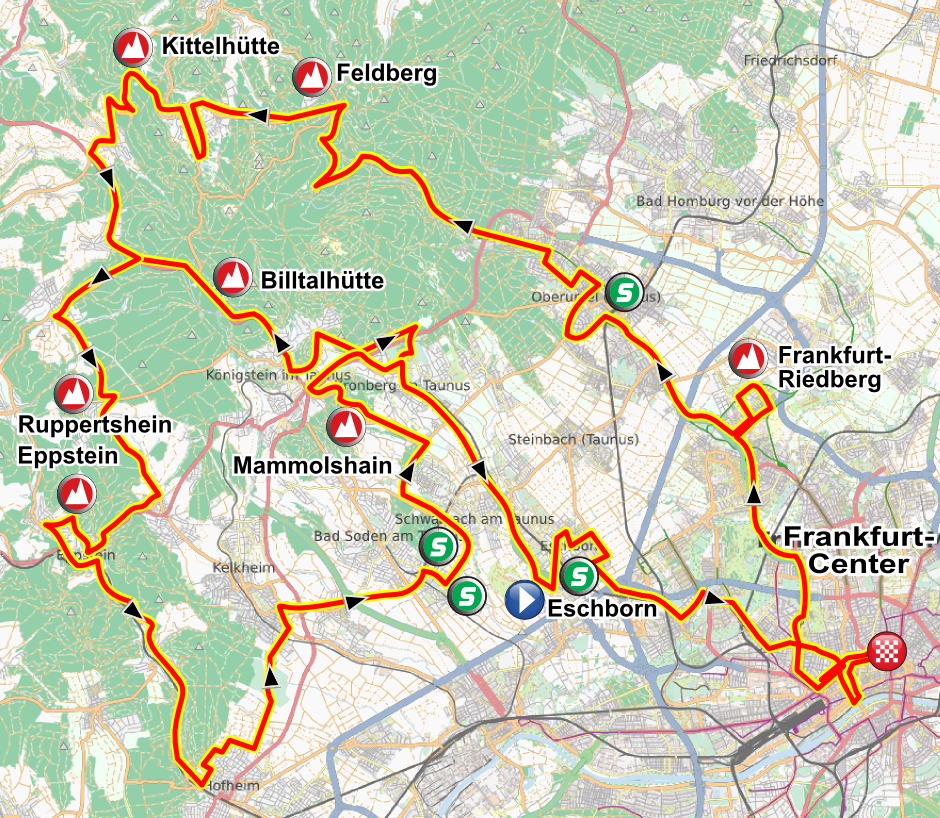
Recorrido de la edición del 2011.

| Año                                                              | Ganador                  | Segundo             | Tercero                |           |
| ---------------------------------------------------------------- | ------------------------ | ------------------- | ---------------------- | --------- |
| Rund um den Henninger-Turm                                       |                          |                     |                        |           |
| 1962                                                             | Armand Desmet            | Huub Zilverberg     | Rik Van Looy           |           |
| 1963                                                             | Hans Jünkermann          | Willy Altig         | Jean Stablinski        |           |
| 1964                                                             | Clément Roman            | François Mahé       | Yvo Molenaers          |           |
| 1965                                                             | Jean Stablinski          | Frans Verbeeck      | Georges Van Coningsloo |           |
| 1966                                                             | Barry Hoban              | Walter Godefroot    | Willy Planckaert       |           |
| 1967                                                             | Daniel van Ryckeghem     | Willy Planckaert    | Georges Van Coningsloo |           |
| 1968                                                             | Eddy Beugels             | Valère van Sweevelt | Herman Van Springel    |           |
| 1969                                                             | Georges Pintens          | Michele Dancelli    | Herman Van Springel    |           |
| 1970                                                             | Rudi Altig               | Joop Zoetemelk      | Ottavio Crepaldi       |           |
| 1971                                                             | Eddy Merckx              | Jos Deschoenmaecker | Lucien Aimar           |           |
| 1972                                                             | Gilbert Bellone          | Eddy Merckx         | Noël Vantyghem         |           |
| 1973                                                             | Georges Pintens          | Jürgen Tschan       | Freddy Maertens        |           |
| 1974                                                             | Walter Godefroot         | Eddy Merckx         | Frans Verbeeck         |           |
| 1975                                                             | Roy Schuiten             | Frans Verbeeck      | Walter Godefroot       |           |
| 1976                                                             | Freddy Maertens          | Frans Verbeeck      | Roger de Vlaeminck     |           |
| 1977                                                             | Gerrie Knetemann         | Dietrich Thurau     | Frans Verbeeck         |           |
| 1978                                                             | Gregor Braun             | Rudy Pevenage       | Hennie Kuiper          |           |
| 1979                                                             | Daniel Willems           | Henk Lubberding     | Gregor Braun           |           |
| 1980                                                             | Gianbattista Baronchelli | Francesco Moser     | Alfons De Wolf         |           |
| 1981                                                             | Joseph Jacobs            | Dietrich Thurau     | Daniel Willems         |           |
| 1982                                                             | Ludo Peeters             | Jostein Wilmann     | Sean Kelly             |           |
| 1983                                                             | Ludo Peeters             | Léo van Vliet       | Luc Colijn             |           |
| 1984                                                             | Phil Anderson            | Eric Vanderaerden   | Sean Kelly             |           |
| 1985                                                             | Phil Anderson            | Johan Lammerts      | Rolf Gölz              |           |
| 1986                                                             | Jean Marie Wampers       | Steve Bauer         | Michael Wilson         |           |
| 1987                                                             | Dag-Otto Lauritzen       | Peter Stevenhaagen  | Henk Lubberding        |           |
| 1988                                                             | Michel Dernies           | Rolf Sørensen       | Giovanni Mantovani     |           |
| 1989                                                             | Jean Marie Wampers       | Martial Gayant      | Claudio Chiappucci     |           |
| 1990                                                             | Thomas Wegmüller         | Jan Wijnants        | Peter Winnen           |           |
| 1991                                                             | Johan Bruyneel           | Johan Museeuw       | Martin Earley          |           |
| 1992                                                             | Frank van den Abeele     | Claudio Chiappucci  | Frans Maassen          |           |
| 1993                                                             | Rolf Sørensen            | Maximilian Sciandri | Eddy Bouwmans          |           |
| 1994                                                             | Olaf Ludwig              | Andreas Kappes      | Emmanuel Magnien       |           |
| 1995                                                             | Francesco Frattini       | Jens Heppner        | Massimo Podenzana      |           |
| 1996                                                             | Beat Zberg               | Jens Heppner        | Rolf Sørensen          |           |
| 1997                                                             | Michele Bartoli          | Bjarne Riis         | Mauro Gianetti         |           |
| 1998                                                             | Fabio Baldato            | Nicolaj Bo Larsen   | Stefano Garzelli       |           |
| 1999                                                             | Erik Zabel               | Léon van Bon        | Alberto Ongarato       |           |
| 2000                                                             | Kai Hundertmarck         | Matteo Tosatto      | Jens Heppner           |           |
| 2001                                                             | Markus Zberg             | Davide Rebellin     | Kurt Van de Wouwer     |           |
| 2002                                                             | Erik Zabel               | Jo Planckaert       | Serguéi Ivanov         |           |
| 2003                                                             | Davide Rebellin          | Erik Zabel          | Igor Astarloa          |           |
| 2004                                                             | Karsten Kroon            | Danilo Hondo        | Johan Coenen           |           |
| 2005                                                             | Erik Zabel               | Alejandro Borrajo   | Markus Zberg           |           |
| 2006                                                             | Stefano Garzelli         | Gerald Ciolek       | Danilo Hondo           |           |
| 2007                                                             | Patrick Sinkewitz        | Kurt Asle Arvesen   | Dario Cataldo          |           |
| Eschborn-Frankfurt City Loop                                     |                          |                     |                        |           |
| 2008                                                             | Karsten Kroon            | Davide Rebellin     | Mauricio Ardila        |           |
| Rund um den Finanzplatz Eschborn-Frankfurt                       |                          |                     |                        |           |
| 2009                                                             | Fabian Wegmann           | Karsten Kroon       | Christian Knees        |           |
| 2010                                                             | Fabian Wegmann           | Geert Verheyen      | Bert Scheirlinckx      |           |
| 2011                                                             | John Degenkolb           | Jérôme Baugnies     | Michael Matthews       |           |
| 2012                                                             | Moreno Moser             | Dominik Nerz        | Serguéi Firsánov       |           |
| 2013                                                             | Simon Špilak             | Moreno Moser        | André Greipel          |           |
| 2014                                                             | Alexander Kristoff       | John Degenkolb      | Jérôme Baugnies        |           |
| 2015 edición anulada debido a la amenaza de un ataque terrorista |                          |                     |                        |           |
| 2016                                                             | Alexander Kristoff       | Maximiliano Richeze | Sam Bennett            |           |
| 2017                                                             | Alexander Kristoff       | Rick Zabel          | John Degenkolb         |           |
| Eschborn-Frankfurt                                               |                          |                     |                        |           |
| 2018                                                             | Alexander Kristoff       | Michael Matthews    | Oliver Naesen          |           |
| 2019                                                             | Pascal Ackermann         | John Degenkolb      | Alexander Kristoff     |           |
| 2020                                                             | cancelada                | cancelada           | cancelada              | cancelada |
| 2021                                                             | Jasper Philipsen         | John Degenkolb      | Alexander Kristoff     |           |
| 2022                                                             | Sam Bennett              | Fernando Gaviria    | Alexander Kristoff     |           |
| 2023                                                             | Søren Kragh Andersen     | Patrick Konrad      | Alessandro Fedeli      |           |
| 2024                                                             | Maxim Van Gils           | Alex Aranburu       | Riley Sheehan          |           |
| 2025                                                             | Michael Matthews         | Magnus Cort         | Jon Barrenetxea        |           |

## Estadísticas

### Más victorias
| Ciclista           | Victorias | Años                    |
| ------------------ | --------- | ----------------------- |
| Alexander Kristoff | 4         | 2014, 2016, 2017 y 2018 |
| Erik Zabel         | 3         | 1999, 2002 y 2005       |
| Ludo Peeters       | 2         | 1982 y 1983             |
| Phil Anderson      | 2         | 1984 y 1985             |
| Jean Marie Wampers | 2         | 1986 y 1989             |
| Fabian Wegmann     | 2         | 2010, 2011              |

En negrilla corredores activos.

### Victorias consecutivas
- Cuatro victorias seguidas:
  -  Alexander Kristoff (2014, 2016, 2017, 2018) (En 2015 no se llevó a cabo la prueba)

- Dos victorias seguidas:
  -  Ludo Peeters (1982, 1983)
  -  Phil Anderson (1984, 1985)
  -  Fabian Wegmann (2010, 2011)

En negrilla corredores activos.

## Palmarés por países

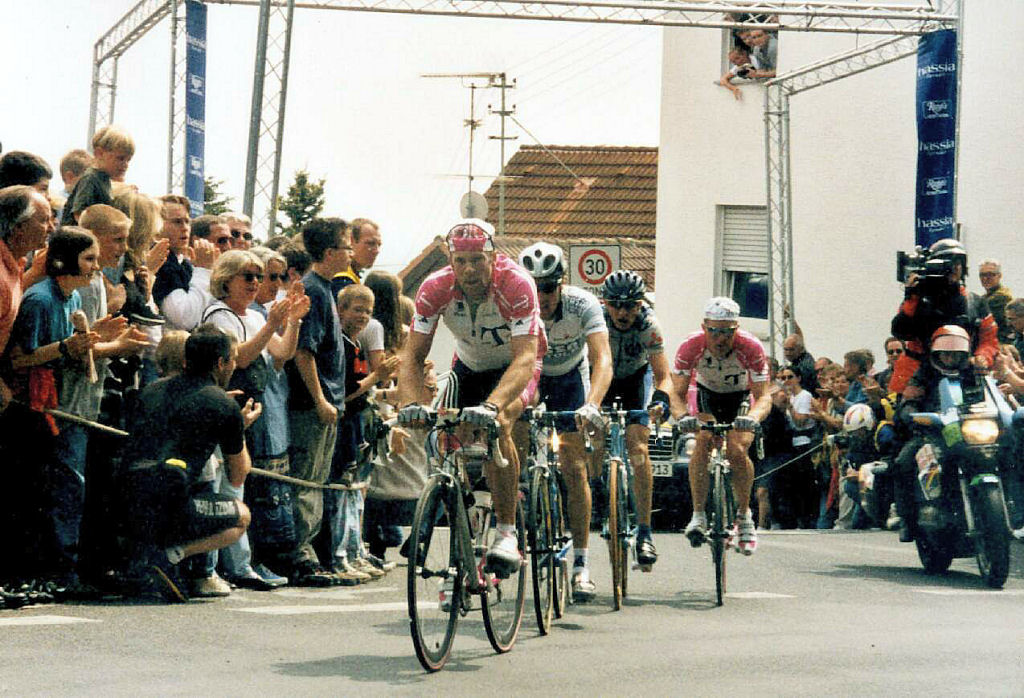
Kai Hundertmarck en el Gran Premio de Fráncfort 2000 el cual ganaría, seguido de Matteo Tosatto, Jörn Reuß y Jens Heppner.

| País         | Victorias | Último vencedor              |
| ------------ | --------- | ---------------------------- |
| Bélgica      | 19        | Maxim Van Gils en 2024       |
| Alemania     | 13        | Pascal Ackermann en 2019     |
| Italia       | 7         | Moreno Moser en 2012         |
| Países Bajos | 5         | Karsten Kroon en 2008        |
| Noruega      | 5         | Alexander Kristoff en 2018   |
| Suiza        | 3         | Markus Zberg en 2001         |
| Australia    | 3         | Michael Matthews en 2025     |
| Francia      | 2         | Gilbert Bellone en 1972      |
| Dinamarca    | 2         | Søren Kragh Andersen en 2023 |
| Reino Unido  | 1         | Barry Hoban en 1966          |
| Eslovenia    | 1         | Simon Špilak en 2013         |
| Irlanda      | 1         | Sam Bennett en 2022          |